# Blå Tåget (Liseberg)
Blå Tåget var en åkattraktion på Liseberg i Göteborg som var aktiv mellan 1937 och 1979.

## Historia
I januari 1937 beslutades det att Spöktåget skulle byggas om och byta namn till Blå tåget. Senare det året kunde attraktionen öppna.
Trots att åkattraktionen brann ner helt den 10 april 1949 kunde den öppna igen 1950. Man hade då bland annat förändrat exteriören och dekorationerna. I samband med en ombyggnation 1956 bytte attraktionen återigen namn till Spöktåget.
1966 öppnade attraktionen återigen under namnet Blå Tåget, efter en ombyggnation där bland annat interiören hade ändrats. 1970 renoverades attraktionen, och bland annat fasaden gjordes om.
1979 stängde Blå Tåget, för att ge plats åt Lisebergsloopen.